# Ривз, Хьюберт
Хьюберт Ривз (Hubert Reeves; 13 июля 1932, Монреаль — 13 октября 2023, Париж) — канадский франко-квебекский астрофизик и космолог, видный популяризатор науки, экологический активист. Почётный президент французской ассоциации «Человечество и биоразнообразие» (Humanité et Biodiversité). Последние полвека проживал во Франции.

## Биография
Окончил Колледж имени Жана де Бребёфа (бакалавр искусств, 1950) и затем Монреальский университет (бакалавр физики, 1953). В 1955 году получил степень магистра по атомной физике в Университете Макгилла с диссертацией «Formation of Positronium in Hydrogen and Helium». Докторскую степень PhD по ядерной астрофизике получил в 1960 году в Корнеллском университете в Нью-Йорке, диссертация «Thermonuclear Reaction Involving Medium Light Nuclei». Среди его учителей там был Филип Моррисон.
В 1960—1964 годах преподавал физику в Монреальском университете, одновременно являлся научным консультантом НАСА — в Годдардском институте космических исследований. В 1964—1965 годах — приглашённый профессор в Университете Брюсселя. С 1965 года директор по исследованиям Национального научно-исследовательского центра в Париже, также входил в Комиссариат по атомной энергии Франции. С 1981 года также преподаёт космологию на кафедре физики Монреальского университета, и с 1986 — в Университете Париж Дидро.
С 2001 года президент ассоциации «Человечество и биоразнообразие», с 2015 года — почётный.
В 1970-х Хьюберт Ривз обращается к популяризации науки.
В 1977 году вышла его первая научно-популярная книга «Солнце» (Soleil), а в 1981 году последовала вторая Patience dans l’azur — обе они получили международное признание.
Начало 1980-х обозначилось ростом его популярности — он часто выступает публично, не только по астрономической тематике, но и по вопросам экологии. С тех пор он прочёл около 2,5 тыс. лекций по всему миру.
Член Академии словесности Квебека (1988) и Канадского королевского общества (1991).
В 2001 году удостоен Медали Альберта Эйнштейна (вместе с Йоханнесом Гейсом).
В его честь назван астероид № 9631 «Hubertreeves».
По данным хорошо осведомлённого источника, Хьюберт Ривз может быть назван «Человеком года» по версии журнала Time в 2017 году.
Почётный доктор ряда университетов, в том числе Монреальского (1983), Бернского (1989), Свободного брюссельского (1992), Оттавского (2004), Университета Квебека в Монреале (2010).
Награждён орденом Канады (офицер 1991, компаньон 2003) и Почётного легиона Франции (кавалер 1985, офицер 1994, командор 2003).
Другие награды и премии
- 1976 — Кавалер Ордена «За заслуги», Франция
- 1982 — Премия Fondation de France[англ.]
- 1985 — Премия Французского физического общества
- 1989 — Grand prix de la francophonie[англ.] Французской академии
- 1994 — Национальный орден Квебека, офицер
- 2016 — Командор Ордена Монреаля[англ.][12]
- 2017 — Национальный орден Квебека, великий офицер